# A Collection (Third Eye Blind)
A Collection è una raccolta del gruppo musicale statunitense Third Eye Blind, pubblicato dalle etichette discografiche Rhino Records e WEA il 18 luglio 2006.

## Tracce
1. Semi-Charmed Life – 4:28
2. Losing a Whole Year – 3:20
3. How's It Going to Be – 4:12
4. Jumper – 4:32
5. Graduate – 3:11
6. Never Let You Go – 3:57
7. Deep Inside of You – 4:12
8. 10 Days Late – 3:06
9. Blinded – 4:23
10. Crystal Baller – 4:15
11. Forget Myself – 4:13
12. Can't Get Away – 3:46
13. Motorcycle Drive By – 4:24
14. My Time in Exile – 3:17
15. Palm Reader – 4:55
16. Tattoo of the Sun – 4:16
17. Wounded – 4:52
18. God of Wine – 5:19
19. Slow Motion – 4:33